# Ди Луиза, Андреа
Андреа ди Луиза (итал. Andrea Di Luisa; род. 13 мая 1982, Неаполь) — итальянский боксёр, представитель средних весовых категорий. Выступал за сборную Италии по боксу в первой половине 2000-х годов, двукратный чемпион итальянского национального первенства, участник и призёр многих крупных турниров международного значения. Начиная с 2008 года боксирует на профессиональном уровне, владел титулом чемпиона Европейского боксёрского союза во втором среднем весе.

## Биография
Андреа ди Луиза родился 13 мая 1982 года в Неаполе, Италия.

### Любительская карьера
Впервые заявил о себе на международной арене в сезоне 1998 года, когда вошёл в состав итальянской национальной сборной и выступил на чемпионате Европы среди кадетов в Юрмале, где был остановлен на стадии 1/8 финала.
В 2000 году боксировал на юниорском чемпионате мира в Будапеште, стал бронзовым призёром юниорского международного турнира «Иштван Добо» в Эгере.
В 2001 году одержал победу на чемпионате Италии в Риме в зачёте средней весовой категории. Благодаря череде удачных выступлений удостоился права защищать честь страны на Средиземноморских играх в Тунисе, однако выбыл здесь из борьбы за медали уже на предварительном этапе.
На итальянском национальном первенстве 2002 года стал бронзовым призёром. Выиграл бронзовую медаль на Мемориале Странджи в Пловдиве.
В 2003 году вновь стал чемпионом Италии в среднем весе, завоевал бронзовую медаль на домашних Всемирных военных играх, взял бронзу на международном турнире «Таммер» в Тампере.
На чемпионате Италии 2004 года стал вторым. Побывал на чемпионате Европы в Пуле, где уже в 1/16 финала был побеждён англичанином Дарреном Баркером.

### Профессиональная карьера
Покинув расположение итальянской сборной, в октябре 2008 года Андреа ди Луиза успешно дебютировал на профессиональном уровне. В течение трёх лет не знал поражений, одержав в общей сложности 12 побед подряд, в том числе победил таких известных боксёров как Алессио Фурлан, Роберто Кокко, Рубен Эдуардо Акоста — завоевал титулы интерконтинентального чемпиона WBF в полутяжёлом весе, чемпиона Италии среди профессионалов во втором среднем весе, серебряного интернационального чемпиона во втором среднем весе по версии Всемирного боксёрского совета (WBC).
В 2011 году удостоился права оспорить вакантный титул чемпиона Европейского боксёрского союза (EBU), но проиграл техническим нокаутом в двенадцатом раунде своему бывшему коллеге по итальянской сборной Мухамеду Али Ндиайе, потерпев тем самым первое поражение в профессиональной карьере.
Несмотря на проигрыш, ди Луиза продолжил активно выходить на ринг — в 2012 году вернул себе титул чемпиона Италии и предпринял ещё одну попытку заполучить титул EBU. На сей раз его досрочно победил француз Кристофер Ребрассе.
В мае 2013 года Андреа ди Луиза всё-таки завоевал титул чемпиона EBU во втором среднем весе, выиграв техническим нокаутом у Роберто Кокко.
В 2015 и 2016 годах встречался с бывшими чемпионами мира Лучианом Буте и Джорджем Гроувсом, но обоим проиграл техническим нокаутом.